# Tomáš Hubočan
Tomáš Hubočan, född 17 september 1985 i Žilina, Tjeckoslovakien, är en slovakisk fotbollsspelare som spelar som försvarare för Omonia Nicosia.

## Karriär
Den 4 september 2019 värvades Hubočan av cypriotiska Omonia Nicosia.